# سلاح قاتل
السلاح القاتل أو السلاح المميت هو عنصر يمكن أن يلحق ضررا بدنيا جسيما أو مميتا. وبحكم التعريف القانوني فقد صُنفت بعض الأسلحة بأنها أسلحة قاتلة بذاتها (مثل الأسلحة النارية)، وهذا يعني أنها تعتبر أسلحة قاتلة بغض النظر عن كيفية استخدامها. 
يُمثل استخدام أو حيازة سلاح قاتل أثناء ارتكاب جريمة ما عامل لتشديد العقوبة. 
في بعض الحالات يتم التمييز بين الأسلحة الفتاكة والأجهزة المدمرة مثل المتفجرات أو القنابل الحارقة أو الغازية السامة أو القنابل اليدوية أو الألغام الأرضية أو الصواريخ أو الأجهزة المماثلة ، بما في ذلك المكونات غير المفككة التي يمكن صنع هذه الأجهزة منها. 